# سامانه کنترل فرایند

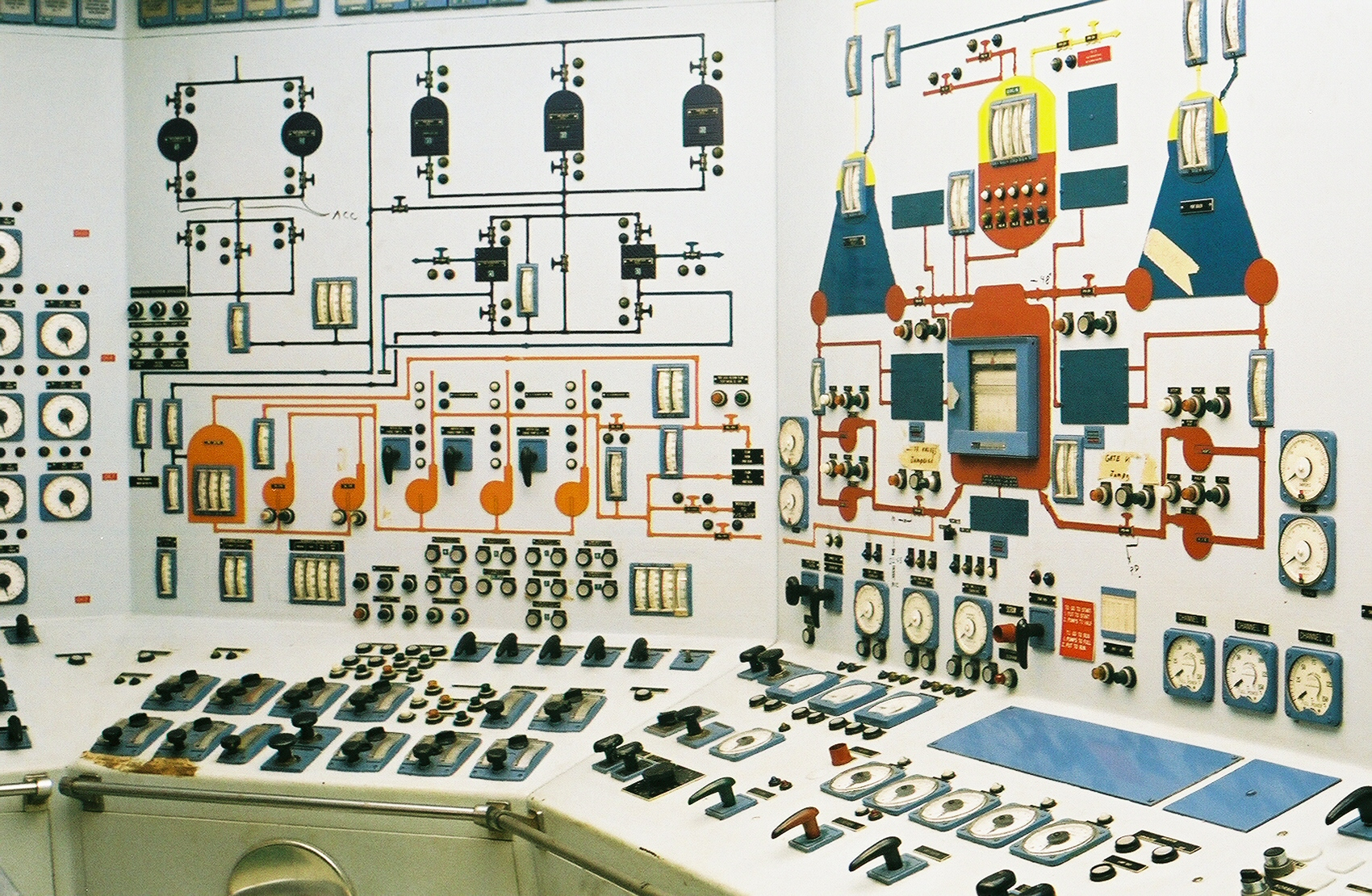
اتاق کنترل یک نیروگاه اتمی

سیستم کنترل فرایند (به انگلیسی: Process Control System) یک سیستم تنظیم کننده خودکاری است که شامل خروجی متغیری؛ نظیر دما، فشار،سطح مایع یا PH می باشد.
کنترل فرایند کاربرد گسترده‌ای در صنعت دارد. در چنین سیستمهایی اغلب از اعمال کنترل برنامه ریزی شده نظیر کنترل دمای کوره‌های حرارتی که در آنها دمای کوره بر اساس برنامه مشخصی کنترل می‌شود، استفاده می‌شود. برنامه مشخص مثلاً می‌تواند به این صورت باشد که دمای کوره در مدت مفروضی تا دمای مفروضی افزایش یابد. و سپس در مدت مفروض دیگری کاهش یابد. و به دمای مفروض دیگری برسد. در این نوع کنترل با برنامه، نقطه مقرر یا از پیش تعیین شده بر اساس جدول زمانی معینی تغییر می‌کند. و کار کنترل کننده حفظ دمای کوره در نزدیکی نقطه مقرر متغیر است.